# سوساكي (كوتشي)
مدينة سوساكي (Susaki) تقع في محافظة كوتشي باليابان، وتعتبر مدينة ساحرة تجمع بين الطبيعة الخلابة والثقافة اليابانية التقليدية. تأسست المدينة رسميًا في 1 أكتوبر 1954، وهي تمتد على مساحة تبلغ حوالي 135.46 كيلومتر مربع. وفقًا لتعداد عام 2012، يقدر عدد سكانها بحوالي 25,679 نسمة، بكثافة سكانية تبلغ 190 نسمة لكل كيلومتر مربع.

### الموقع الجغرافي والطبيعة
تتميز سوساكي بموقعها على الساحل الجنوبي لليابان، بالقرب من المحيط الهادئ، مما يجعلها منطقة ذات طابع بحري خاص. تحيط بها الجبال والغابات، وتطل على سواحل رائعة، مما يخلق مناخًا معتدلًا ومتنوعًا مع مناظر طبيعية خلابة. يعد صيد الأسماك، وخاصة صيد سمك البونيتو والتونة، جزءًا مهمًا من اقتصاد المدينة، مما يعكس الطبيعة البحرية التي تتمتع بها

### الاقتصاد والأنشطة المحلية
تشتهر سوساكي بالعديد من المنتجات المحلية التقليدية التي يتميز بها إقليم كوتشي، من أبرزها الأسماك البحرية مثل سمك البونيتو المشوي الذي يتم طهيه بطريقة خاصة باستخدام قش الأرز. تعتبر هذه الوجبة واحدة من أفضل التجارب السياحية التي يمكن الاستمتاع بها في المدينة، حيث تقام عروض لطهي السمك في الهواء الطلق أمام الزوار

### السياحة في سوساكي
رغم صغر حجم المدينة، إلا أن سوساكي تستقطب العديد من السياح بفضل طابعها الريفي وجمالها الطبيعي. تشمل الوجهات السياحية القريبة قلعة كوتشي، وشاطئ كاتسورا، ومتنزه أوماداشي، بالإضافة إلى العديد من المهرجانات التقليدية التي تقام على مدار العام مثل مهرجان الرقص الشعبي والتقاليد المحلية

### التراث الثقافي والمهرجانات
تشتهر سوساكي بمهرجاناتها التقليدية التي تعكس ثقافة المنطقة. تشمل هذه المهرجانات العروض الموسيقية والرقصات الشعبية التي تُقام في الهواء الطلق، بالإضافة إلى ورش العمل التي تتيح للزوار فرصة التعرف على الحرف اليدوية التقليدية.

### النقل والمواصلات
تتمتع سوساكي بنظام نقل جيد يربطها بالمدن الكبرى مثل كوتشي وتاكاماتسو. يمكن الوصول إلى المدينة بسهولة عبر شبكة السكك الحديدية والطرق السريعة، مما يسهل حركة السكان والسياح على حد سواء
بفضل مزيجها من الطبيعة الخلابة، والثقافة الغنية، والمأكولات البحرية الشهية، تعد سوساكي وجهة سياحية مميزة تستحق الزيارة لمن يبحث عن تجربة يابانية تقليدية فريدة.